# Distribuzione di Wishart
In teoria della probabilità, la distribuzione di Wishart, così chiamata in onore di John Wishart, è una distribuzione di probabilità continua che generalizza la distribuzione chi quadro. È definita sullo spazio delle matrici simmetriche definite negative. Queste distribuzioni sono di grande importanza per la stima delle matrici di covarianza nell'ambito della statistica multivariata.

## Definizione della distribuzione di Wishart
La variabile casuale di Wishart viene definita come segue. Sia X una matrice n × p, ognuna delle cui righe distribuita come una variabile casuale normale multivariata,
{\displaystyle X_{i}\sim N_{p}(0,V).}
Allora la distribuzione di Wishart è la distribuzione di probabilità della matrice aleatoria p × p
{\displaystyle S=X^{T}X,}
ove XT indica la trasposta di X, e si indica con
{\displaystyle S\sim W_{p}(V,n).}
L'intero n corrisponde al numero dei gradi di libertà. Se p = 1 e V = 1 allora questa è una variabile casuale chi quadro.

## Funzione di densità
La distribuzione di Wishart può essere caratterizzata dalla sua funzione di densità di probabilità come segue.
Sia {\displaystyle {\mathbf {W} }} una matrice simmetrica {\displaystyle p\times p} di variabili casuali definita positiva. Sia inoltre {\displaystyle {\mathbf {V} }} una matrice positiva  {\displaystyle p\times p} non stocastica (vale a dire con valori fissi).
Allora, se {\displaystyle m\geq p}, {\displaystyle {\mathbf {W} }} è una distribuzione di Wishart con {\displaystyle m} gradi di libertà se ha la funzione di densità di probabilità {\displaystyle f_{\mathbf {W} }} data da
{\displaystyle f_{\mathbf {W} }(w)={\frac {\left|w\right|^{(m-p-1)/2}\exp \left[-{\rm {trace}}({\mathbf {V} }^{-1}w/2)\right])}{2^{mp/2}\left|{\mathbf {V} }\right|^{m/2}\Gamma _{p}(m/2)}}}
ove {\displaystyle \Gamma _{p}(\cdot )} è la funzione gamma multivariata definita come
{\displaystyle \Gamma _{p}(m/2):=\pi ^{p(p-1)/4}\Pi _{j=1}^{p}\Gamma \left[(m+1-j)/2\right]} .

## Proprietà

### Teorema
Se {\displaystyle {\mathbf {W} }} è distribuita come una v.c. di Wishart con  {\displaystyle m} gradi di libertà e matrice delle varianze {\displaystyle {\mathbf {V} }}, cioè {\displaystyle {\mathbf {W} }\sim {\mathbf {W} }_{p}(m,{\mathbf {V} })}, e {\displaystyle {\mathbf {C} }} è una matrice {\displaystyle q\times p} di rango {\displaystyle q}, allora
{\displaystyle {\mathbf {C} }{\mathbf {W} }{\mathbf {C} '}\sim {\mathbf {W} }_{q}\left(m,{\mathbf {C} }{\mathbf {V} }{\mathbf {C} '}\right)}

### Primo corollario
Se {\displaystyle {\mathbf {z} }} è un vettore costante non nullo  {\displaystyle p\times 1}, 
allora {\displaystyle {\mathbf {z} '}{\mathbf {W} }{\mathbf {z} }\sim \sigma _{z}^{2}\chi _{m}^{2}}
(Qui {\displaystyle \chi _{m}^{2}} è la variabile casuale chi quadro e 
{\displaystyle \sigma _{z}^{2}={\mathbf {z} '}{\mathbf {V} }{\mathbf {z} }}; si noti che {\displaystyle \sigma _{z}^{2}} è costante e positivo, in quanto  {\displaystyle {\mathbf {V} }} è definito positivo).

### Secondo corollario
Si consideri il caso ove {\displaystyle {\mathbf {z} '}=(0,\ldots ,0,1,0,\ldots ,0)} (vettore con lo j-esimo componente uguale a 1 e con tutti gli altri zero). 
Allora dal primo corollario discende che
{\displaystyle w_{jj}\sim \sigma _{jj}\chi _{m}^{2}}
Un noto statistico (George Seber) fa notare che la distribuzione di Wishart 
non è chiamata "chi quadrato multivariata"
in quanto la distribuzione marginale degli elementi non diagonali non sono distribuiti come una chi quadrato.
Seber preferisce riservare il termine "multivariata"
per i casi in cui tutti i marginali univariati sono della stessa famiglia.

## Stimatore della distribuzione normale multivariata
La v.c. di Wishart è la variabile casuale dello stimatore di massima verosomiglianza
della matrice delle covarianze di una variabile casuale gaussiana multivariata.
Tale derivazione è sorprendentemente sottile ed elegante. Essa coinvolge, da una parte, il teorema spettrale e, dall'altra, la ragione per la quale può essere meglio interpretare uno scalare come la traccia di una matrice 1×1 piuttosto che come un semplice scalare.

## V.c. di Wishart e v.c. Lambda di Wilks
Siano date le due v.c. distribuite come una v.c. di Wishart
{\displaystyle A\sim W_{p}(I,m)\qquad B\sim W_{p}(I,n)}
indipendenti tra di loro e con {\displaystyle m\geq p}, allora
{\displaystyle \lambda ={\frac {|A|}{|A+B|}}={\frac {1}{|I+A^{-1}B|}}\sim \Lambda (p,m,n).}
dove {\displaystyle \Lambda (p,m,n)} è una variabile casuale Lambda di Wilks.